# Harry Treadaway

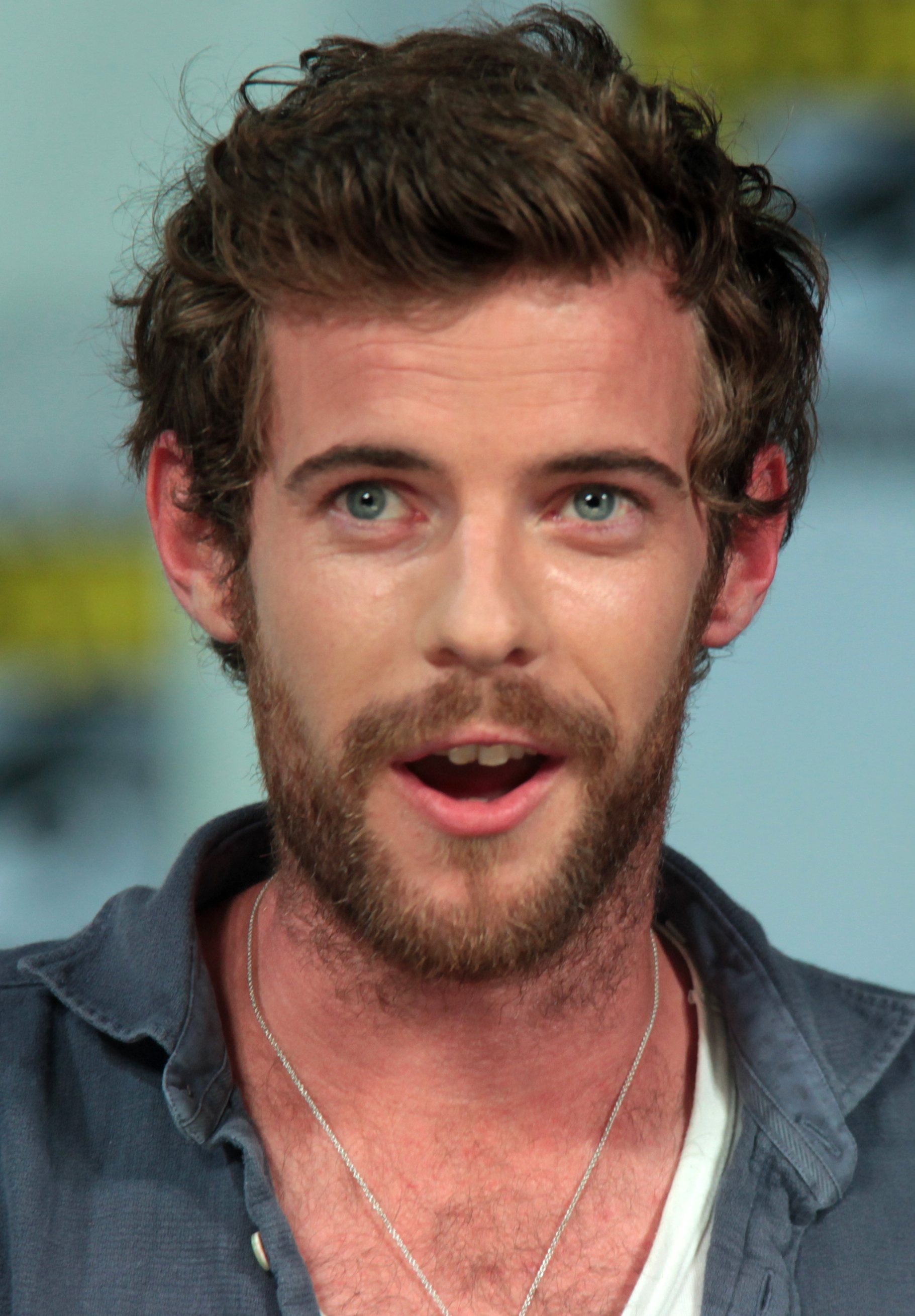
Harry Treadaway (2014)

Harry Treadaway (* 10. September 1984 in Exeter, Devon) ist ein britischer Theater- und Filmschauspieler.

## Leben und Werdegang
Der 1984 geborene Treadaway wuchs im südenglischen Dorf Sandford auf. Sein Vater ist Architekt, seine Mutter arbeitet als Lehrerin.
Sein Zwillingsbruder Luke Treadaway ist ebenfalls als Schauspieler tätig. Ihr Theaterlehrer inspirierte beide, mit dem Schauspiel zu beginnen. Gemeinsam traten sie ab dem Alter von 16 Jahren im National Youth Theatre auf und studierten später an der London Academy of Music and Dramatic Art.
Ihr Filmdebüt gaben die Brüder in Brothers of the Head als siamesische Zwillinge, die als Punkrockband auftreten. 2007 war Treadaway im Ian-Curtis-Biopic Control in der Rolle des Joy-Division-Schlagzeugers Stephen Morris zu sehen. Im folgenden Jahr übernahm er an der Seite von Saoirse Ronan im Fantasyfilm City of Ember – Flucht aus der Dunkelheit seine erste Hauptrolle. Weitere Film- und Fernsehrollen folgten. So war er von 2014 bis 2016 in Penny Dreadful zu sehen, spielte seit 2017 in Mr. Mercedes mit und trat in Star Trek: Picard (2020) auf. Sein Schaffen umfasst rund 30 Produktionen.
2009 gab er an der Seite seines Bruders im Bühnenstück Over There unter der Regie von Mark Ravenhill sein Debüt als Theaterschauspieler. 2010 übernahm er unter der Regie von Iain Glen eine Rolle im Ibsen-Stück Gespenster.

## Filmografie (Auswahl)
- 2005: Brothers of the Head
- 2006: Agatha Christie’s Marple: Ruhe unsanft (Marple: Sleeping Murder, Fernsehfilm)
- 2007: Recovery (Fernsehfilm)
- 2007: Control
- 2007: Meadowlands – Stadt der Angst (Cape Wrath, Fernsehserie, acht Folgen)
- 2008: Love You More
- 2008: The Disappeared – Das Böse ist unter uns (The Disappeared)
- 2008: City of Ember – Flucht aus der Dunkelheit (City of Ember)
- 2009: The Shooting of Thomas Hurndall (Fernsehfilm)
- 2009: Fish Tank
- 2010: Pelican Blood
- 2011: The Night Watch (Fernsehfilm)
- 2011: Hideaways – Die Macht der Liebe (Hideaways)
- 2011: Albatross
- 2012: Cockneys vs Zombies
- 2013: Der Flug der Störche (Flight of the Storks, Miniserie, zwei Folgen)
- 2013: Lone Ranger (The Lone Ranger)
- 2014: Honeymoon
- 2014: Fleming: Der Mann, der Bond wurde (Fleming: The Man Who Would Be Bond, Miniserie, 1 Folge)
- 2014–2016: Penny Dreadful (Fernsehserie, 24 Folgen)
- 2017–2019: Mr. Mercedes (Fernsehserie)
- 2018: Gringo
- 2019, 2020: The Crown (Fernsehserie, 2 Folgen)
- 2020: Star Trek: Picard (Fernsehserie)
- 2023: Simon Becketts Die Chemie des Todes (Fernsehserie)

## Theater
- 2009: Over There (Mark Ravenhill, Royal Court Theatre)
- 2010: Gespenster (Iain Glen, Duchess Theatre)